# Marc Boegner
Marc Boegner (Épinal; 21 de febrero de 1881 - París; 18 de diciembre de 1970) fue un pastor protestante  y teólogo francés. También es conocido como ensayista y por haber sido miembro de la Academia Francesa. Como presidente de la Federación Protestante de Francia, intervino a favor de los judíos durante el gobierno colaboracionista de Vichy, oponiéndose a las deportaciones y a las leyes antisemitas. Su rol como líder de los protestantes franceses fue fundamental dentro del ecumenismo, promoviendo la unidad entre las iglesias cristianas. 

## Biografía

### Juventud
Marc Boegner nació en el seno de una familia protestante de Alsacia. Fue hijo del abogado Paul Boegner y su mujer Marguerite Fallot. Como tal, era sobrino del pastor Alfred Boegner, director de la Sociedad de Misiones Evangélicas de París. Su abuelo había sido profesor en el colegio protestante de Estrasburgo.
Boegner creció en Épinal pero de muy joven se trasladó con su familia a Orléans donde se hizo amigo del filósofo Charles Péguy. Eventualmente se mudó a París, donde cursó sus estudios secundarios en la École Alsacienne. En la capital entró a la clase preparatoria naval del Lycée Lakanal, pero pronto tuvo que reconocer que una carrera en la marina no era para él. Posteriormente se graduó de la carrera de derecho, anotándose en la facultad de teología protestante de París bajo el efecto de lo que él llamó su "conversión" y marcado por la influencia de su tío, el pastor Tommy Fallot (1844-1904). Su tesis de julio de 1905 fue titulada El catecismo de Calvino.

### Comienzo de su carrera como pastor
Al terminar el seminario fue nombrado pastor de Aouste-sur-Sye, (Drôme), donde Tommy Fallot había sido pastor durante nueve años. También se convirtió en profesor de la Sociedad de Misiones Evangelistas de Paris, donde conoció a John Mott, un bautista laico norteamericano que fue fundador de la Federación Universal de Asociaciones de Estudiantes Cristianos, iniciador del movimiento ecuménico y receptor del Premio Nobel de la Paz en 1946. Se graduó como teólogo en 1914 con una tesis sobre La vida y el pensamiento de Tommy Fallot.
En agosto de 1914 fue movilizado a París como jefe de enfermeros, continuando con su labor como clérigo. Al terminar la guerra, fue nombrado pastor de la parroquia protestante parisina de Passy-Annonciation (1918-1953). En 1934 se le unió el teólogo Pierre Maury, conocido por haber introducido el pensamiento de Karl Barth en Francia y profesor de dogma en la facultad de teología protestante de París.

### Primeras responsabilidades institucionales
En 1928, inauguró los sermones por cuaresma en la radio y se pronunció a favor de la unidad de los cristianos. Entre 1929 y 1961 fue presidente de la Federación Protestante de Francia, organismo que reúne a las iglesias protestantes francesas, tanto reformadas como luteranas. Después de la reunificación de las iglesias reformadas en 1938, se convirtió en el primer presidente del consejo nacional de la Iglesia Reformada de Francia.

### Años de la guerra y de la postguerra
Fue nombrado miembro del Consejo Nacional de Vichy y condecorado con la Orden de la Francisca.
Después del armisticio de junio de 1940, la Federación Protestante quiso que su presidente se instalara en la zona libre y Boegner se trasladó a Nîmes, donde la tradición protestante se mantenía fuerte. André-Numa Bertrand, vicepresidente y pastor del oratorio del Louvre, se quedó en París. Boegner multiplicó sus viajes e intervino con el gobierno de Vichy a favor de las personas desplazadas o reagrupadas en el campo de internamiento de Drancy y el campo de Gurs, trabajando a favor de los judíos.

#### Primeras intervenciones contra elantisemitismo
Intervino frente a Pierre Laval en vano, intentando convencerlo de que no incluya a niños judíos menores de dieciséis años en los convoyes de deportación. A partir de septiembre de 1940, apoyó el proyecto de Cimade que permitió que Madeleine Barot y Jeanne Merle d'Aubigné intervinieran en el campo de Gurs brindando alivio a los internos, entre los que se encontraban la mayoría de los refugiados judíos. El 23 de diciembre de 1940, escribió una carta dirigida a ocho presidentes de la Iglesia Reformada del sur de Francia donde declaraba que "para la iglesia no hay un problema judío", manifestando que esta "tenía el deber de recordarle al Estado (...) que su autoridad, cuyo fundamento es Dios, debe ejercerla para el bien de todos los ciudadanos, con voluntad de justicia y respeto hacia las personas."
El 26 de marzo de 1941, escribió dos cartas en nombre de la Iglesia Reformada de Francia: una a Darlan, vicepresidente del consejo nacional, y otra al gran rabino de Francia Isaïe Schwartz. En ellas deplora que se hubiera establecido una legislación racista, diciendo que "nuestra iglesia, que a conocido el sufrimiento de la persecución, tiene una simpatía ardiente por vuestras comunidades cuya libertad de culto se ha visto comprometida y cuyos fieles han sido bruscamente arrojados en la desgracia. Ya ha emprendido la búsqueda de una reforma indispensable de la ley y no dejará de perseguirla."  Esta fue la primera manifestación publica de solidaridad de los cristianos franceses con los judíos y tuvo una repercusión extraordinaria, en particular gracias al periódico colaboracionista Au Pilori que consideró oportuno publicarla bajo el título "Una carta inadmisible del líder de los protestantes de Francia".

#### Toma de posición de las iglesias cristianas francesas frente al colaboracionismo y las medidas antisemitas
En junio de 1941, ante el fracaso de sus intervenciones frente al almirante François Darlan, Boegner contactó al cardenal Gerlier, arzobispo de Lyon y primado de los franceses. El cardenal se destacaba por su apoyo incondicional al mariscal Pétain, por lo que Boegner le pidió que abordara la cuestión racial ante el mariscal. Después de haber recibido protestas conjuntas de las iglesias cristiana, Pétain le pidió moderación al secretario de estado con las cuestiones judías, protesta que continuó sin efecto mientras que la situación de los judíos empeoró a partir de junio de 1941.
El 20 de agosto de 1942, después de que se anunciaran nuevas medidas contra los judíos en la zona ocupada, le escribió nuevamente a Pétain Archivado el 20 de abril de 2019 en Wayback Machine.. Esta carta también tuvo una gran difusión, esta vez gracias a la prensa internacional. Esta tuvo un carácter completamente nueva en relación con sus intervenciones precedentes, dado que se relaciona con las operaciones para entregar judíos extranjeros, que ya estaban internados en los campos, a Alemania: "la verdad es que han sido enviados a Alemania hombres y mujeres que se refugiaron en Francia por motivos políticos y religiosos, muchos de los cuales conocen de antemano el terrible destino que les espera (...) Debo añadir, M. le Maréchal, que la entrega de estos desafortunados extranjeros se llevó a cabo, en muchos casos, en condiciones de inhumanidad que rebelaron las conciencias más endurecidas y provocaron lágrimas en los testigos de estas medidas". Simultáneamente, Boegner obtuvo una carta de protesta del que el cardenal Gerlier le dirigía a Pétain sobre la misma problemática.
Estas protestas tomaron la forma de cartas pastorales, que a menudo leía desde el púlpito durante el culto dominical. El domingo 6 de septiembre de 1942, al terminar la asamblea del desierto en Mialet, Boegner reunió a los pastores presentes para hacerlos partícipes de su visión sobre el régimen de Vichy y su apoyo a la ocupación.
En 1943 condenó al envió forzoso de trabajadores a Alemania bajo la STO. Los alemanes lo amenazaron e intentaron presionarlo, pero fue en vano.

#### Después de la guerra
Testificó durante el juicio a Pétain el 30 de julio de 1945.
Continuó sus funciones como presidente de la Federación Protestante de Francia hasta 1961, cuando fue sucedido por el pastor Charles Westphal.
En 1947, fundó la Alianza Bíblica Francesa, que presidio hasta 1968.
Continuó buscando la unidad de los cristianos y participando del movimiento ecuménico. Fue observador en el concilio vaticano II.
Convencido de la importancia de los medios de comunicación en masa, fue uno de los promotores de la creación del programa semanal Présence Protestante dirigido por el pastor Marcel Gosselin.
Marc Boegner fue elegido miembro de la Academia de Ciencias Morales y Políticas en 1946 y miembro de la Academia Francesa en 1962.

## Responsabilidades institucionales
- Presidente de la Federación Francesa de Asociaciones Cristianas de Estudiantes (1923-1935).
- Presidente de la Federación Protestante de Francia (1929-1961).
- Presidente del consejo nacional de la Iglesia Reformada de Francia (1938-1950).
- Presidente de la Sociedad de Misiones Evangélicas de París (1945-1968).

## Publicaciones
- 1905 :  El catecismo de Calvino: Estudio de su historia y catecismo. Tesis de bachillerato.
- 1914: La unidad de la Iglesia.
- 1914-1926 : La vida y el pensamiento de Tommy Fallot, vol 2.
- 1926: La influencia de la Reforma Protestante sobre el desarrollo del derecho internacional.
- 1928 : El cristianismo en el mundo moderno, memorias como predicador.
- 1929 : Las misiones protestantes y el derecho internacional.
- 1929 : Dios, el eterno tormento de los hombres, memorias como predicador.
- 1930 : Jesús Cristo, memorias como predicador.
- 1931 : Tommy Fallot : El hombre y su obra.
- 1931 : Que es la Iglesia?, memorias como predicador.
- 1932 : La iglesia y los problemas de la actualidad.
- 1933: La vida cristiana.
- 1935: Cristo ante el sufrimiento y ante la alegría, memorias como predicador.
- 1939: El Evangelio y el racismo.
- 1947 : El problema de la unidad entre cristianos, memorias como predicador.
- 1951 : La oración de la Iglesia universal.
- 1953 : La vida triunfante.
- 1956 : El cristiano y el sufrimiento.
- 1957 : Las siete palabras de la cruz.
- 1958 : Nuestra vocación hacia la santidad.
- 1960 : Luces y tinieblas en los alrededores del calvario, memorias como predicador.
- 1968 : La exigencia ecuménica de las Iglesias: Memorias y perspectivas.

### Discursos ante la Academia Francesa
- Discurso de recepción (6 de junio de1963).
- Informe sobre el Prix de Vertu (2 de diciembre de 1965)

## Distinciones
- 1946: Miembro de la Academia de Ciencias Morales y Políticas.
- 1962: Miembro de la Academia Francesa. Fue el único pastor electo a la Academia. Ocupó el sillón 2 cuyo primer titular, en 1634, había sido el hugonote Valentin Conrart, fue el primer secretario a perpetuidad de la Academia y uno de sus fundadores.[19]
- 1965: Gran oficial de la Legión de Honor.[20]
- 1988: Justos entre la naciones.[21]

## Homenajes
- Una calle en el distrito XVI de París lleva el nombre de rue du Pasteur-Marc-Boegner.[22]
- Una calle en el IX distrito de Lyon lleva el nombre de rue Marc-Boegner.

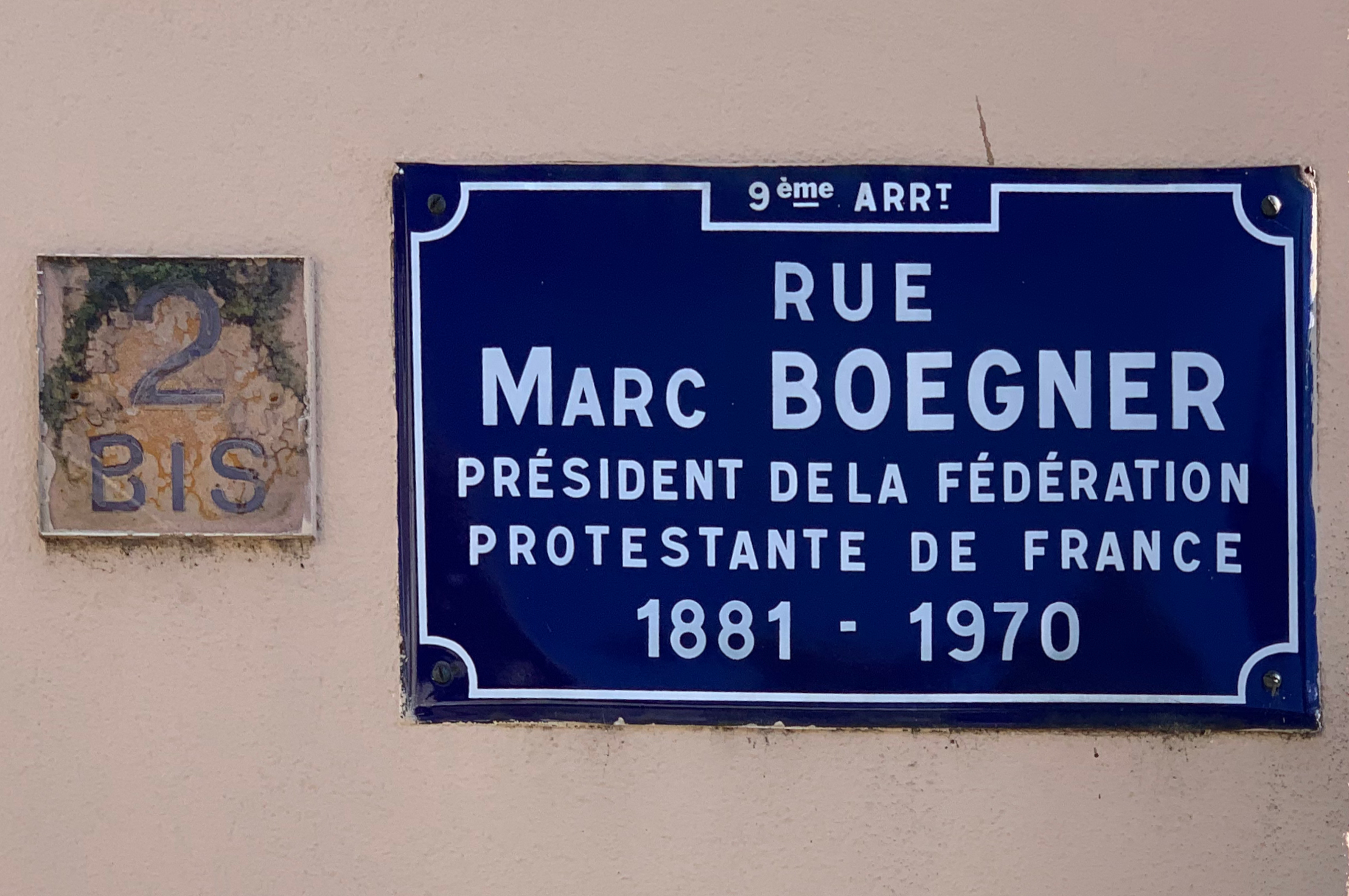
Rue Marc Boegner en Lyon

### Artículos conectados
- Protestantismo
- Religión en Francia
- Academia Francesa